# 2057
| 2057               |
| ------------------ |
| Dødsfald - Fødsler |
|                    |

| Gregoriansk kalender | 2057 MMLVII             |
| Ab urbe condita      | 2810                    |
| Armensk kalender     | 1506 ԹՎ ՌՇԶ             |
| Kinesiske kalender   | 4753 – 4754 丙子 – 丁丑 |
| Etiopisk kalender    | 2049 – 2050             |
| Jødisk kalender      | 5817 – 5818             |
| Hindukalendere       |                         |
| - Vikram Samvat      | 2112 – 2113             |
| - Shaka Samvat       | 1979 – 1980             |
| - Kali Yuga          | 5158 – 5159             |
| Iransk kalender      | 1435 – 1436             |
| Islamisk kalender    | 1480 – 1481             |

2057 (MMLVII) begynder året på en mandag.

## Fremtidige begivenheder
| År | Spire Denne artikel om et år, årti, århundrede eller årtusinde er en spire som bør udbygges. Du er velkommen til at hjælpe Wikipedia ved at udvide den. |